# YJ-6
YJ-6 (Hán Việt: Ưng Kích 6; tiếng Trung: 鹰击-6; bính âm: yingji-6; nghĩa đen 'Đại bàng tấn công 6') là một loại tên lửa hành trình chống hạm cận âm phóng từ trên không, được thiết kế và sản xuất bởi Tập đoàn Khoa học và Công nghiệp Hàng không Vũ trụ Trung Quốc (CASIC). Phiên bản xuất khẩu có tên là C-601, NATO định danh CH-AS-1 Kraken.

## Thiết kế và phát triển
YJ-6 là tên lửa chống hạm phóng từ trên không đầu tiên của Trung Quốc được đưa vào biên chế quy mô lớn. Nó được phát triển từ tên lửa HY-2 phóng trên mặt đất, nhưng có thiết kế khung thân nhỏ gọn hơn để phù hợp gắn trên máy bay, cũng như trang bị đầu dò radar chủ động mới. YJ-6 sử dụng nhiên liệu lỏng, cùng với đầu đạn có khối lượng lớn tương tự như HY-2. Tên lửa này đi vào hoạt động năm 1986.
YJ-63, còn gọi là KD-63 hoặc K/AKD-63, là phiên bản tên lửa hành trình không đối đất được phát triển dựa trên YJ-6. YJ-63 sử dụng đầu dò quang điện tử (EO), cho phép điều khiển thiết bị đầu cuối bằng lệnh thông qua liên kết dữ liệu.

## Biến thể

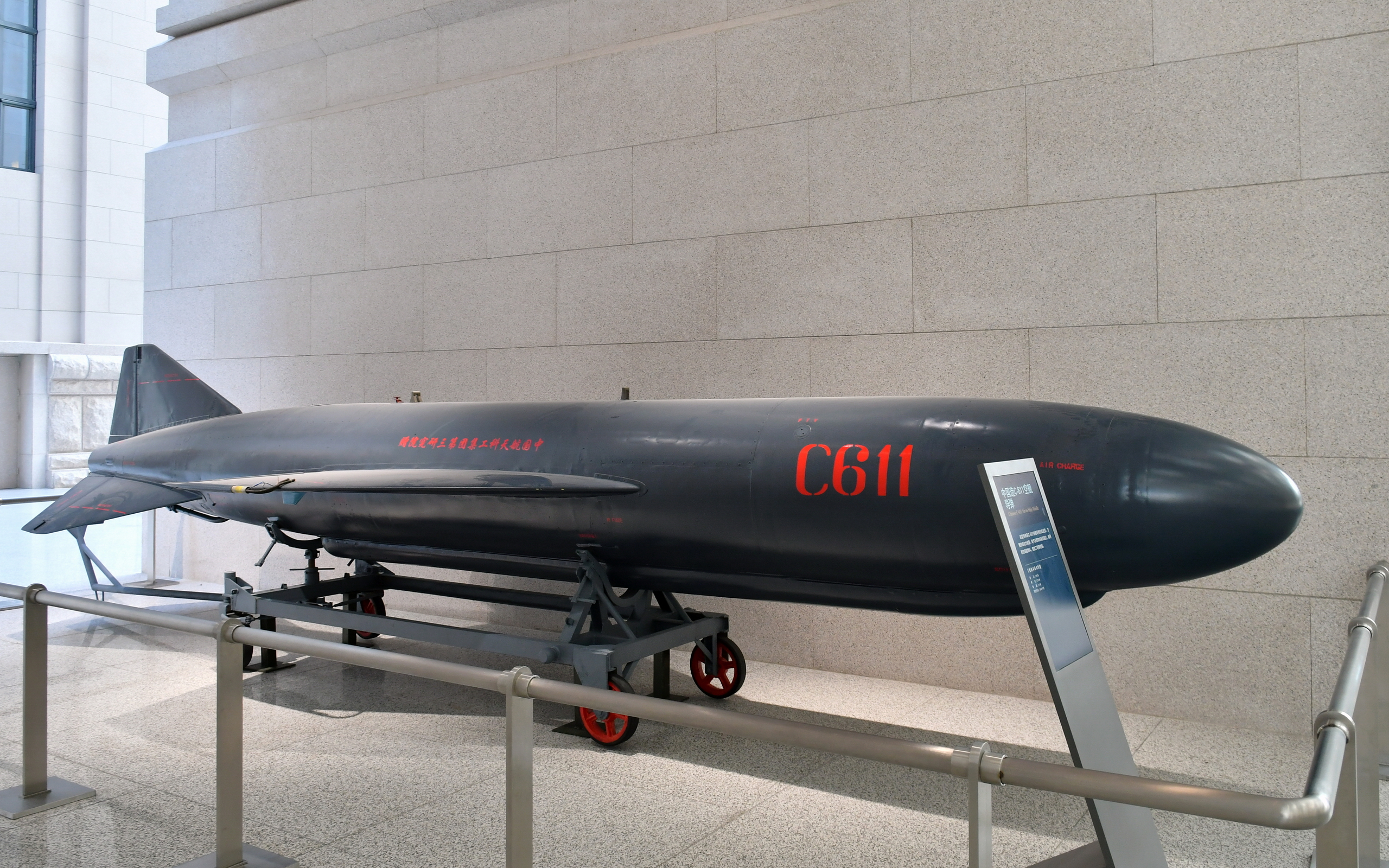
Phiên bản xuất khẩu C-611

YJ-6
Phiên bản đầu tiên, tầm bắn 110 km.
YJ-61
Phiên bản cải tiến, tầm bắn tăng lên 200 km.
YJ-63 (KD-63)
Phiên bản tên lửa hành trình tấn công mặt đất phóng từ trên không, có hình dạng giống với HY-2, HY-4 và YJ-6. Tầm bắn 200 km.
C-601
Phiên bản xuất khẩu của YJ-6.
C-611
Phiên bản xuất khẩu của YJ-61.
C-603
Phiên bản xuất khẩu của YJ-63.